# Jacques Sereys
Jacques Sereys (* 2. Juni 1928 in Saint-Maurice in der Region Île-de-France; † 31. Dezember 2022 in Paris) war ein französischer Schauspieler und Theaterregisseur.

## Leben
Sereys wuchs in Marseille bei seiner Mutter und seiner Großmutter auf, seinen Vater kannte er nicht. Die Mutter arbeitete als Seidenstickerin, und Sereys trug ab einem Alter von 14 Jahren, zunächst als Laufbursche beim Credit Lyonnais, zum Lebensunterhalt der Familie bei. In dieser Zeit war er zudem ein eifriger Leser und las zum ersten Mal Werke von Marcel Proust. So hatte er sich, als er im Alter von 19 Jahren nach Paris ging, durch die literarischen Klassiker gelesen und auch selbst erste eigene Texte geschrieben.
1947 zog Sereys nach Paris, um Schauspieler zu werden. Er arbeitete daran, sich seinen südfranzösischen Akzent abzugewöhnen und bewarb sich vergeblich an Schauspielschulen in Frankreich. Nach Ableistung seines Militärdienstes in Marokko wurde er 1951 am Conservatoire national supérieur d’art dramatique in die Klasse von Henri Rollan (1888–1967) aufgenommen. Ein Jahr später hatte er bereits mehrere Preise an der Schauspielschule erhalten und wurde von Rollan für seine erste Rolle in dessen Inszenierung von Victor Hugos Hernani an der Comédie-Française ausgewählt. Bis 2012 stand der Schauspieler dort auf der Bühne.

### Familie
Sereys war seit 1961 verheiratet mit Philippine Mathilde Camille de Rothschild, die als Schauspielerin unter dem Namen Philippine Pascal auftrat. Die Ehe wurde 1999 geschieden. Das Paar hatte zwei Kinder: Camille (* 1961) und Philippe (* 1963), die beide Miterben der Weingüter Château Mouton Rothschild, Château d’Armailhac und Château Clerc Milon sind.

### Karriere am Theater

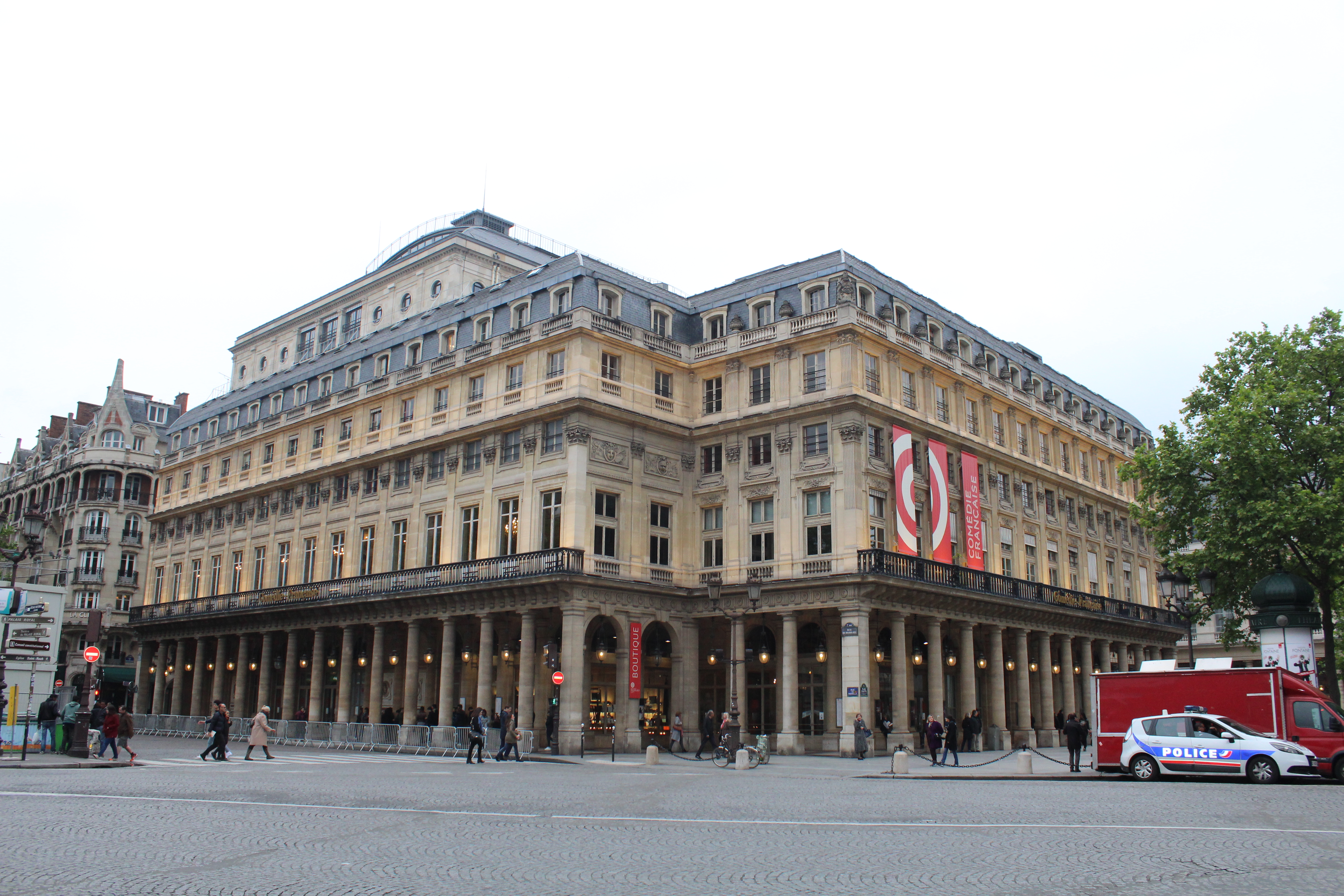
Salle Richelieu der Comédie-Française, 2017

1955 wurde Sereys Mitglied der Comédie-Française, 1959 wurde er zum Sociétaire ernannt. Zehn Jahre später verließ er jedoch die Comédie, um an Boulevardtheatern zu spielen und kehrte schließlich 1977 als Pensionnaire zurück. Als er 1997 beschloss, die Comédie endgültig zu verlassen, wurde er zum Sociétaire Honoraire gewählt, was ihm erlaubte, weiterhin dort zu spielen.
An der Comédie spielte er jahrelang große Rollen des französischen und europäischen Theaters mit dem Schwerpunkt Komödie. Er spielte u. a. in Stücken von Beaumarchais, Feydeau, Goldoni, Labiche, Marivaux oder Molière. Sereys hat gelegentlich auch Rollen in ernsten Stücken oder in Tragödien übernommen. So spielte er 1973 den Narcisse im Britannicus von Racine. In Polyeucte von Corneille hatte er die Rolle des Felix. 1989 inszenierte Antoine Vitez Brechts Leben des Galilei an der Comédie-Française mit Sereys als Großinquisitor. 1994 spielte er in einer Hamlet-Inszenierung den Polonius. 2009 spielte er in dem Stück Cocteau-Marais, das 1983 aus Anlass des 20. Todestages von Cocteau mit Jean Marais aufgeführt worden war, am Studio-Théâtre der Comédie, inszeniert von Luc Tardieu, die Rolle von Cocteau.
Während seiner Zeit am Boulevard und an privaten Pariser Theatern spielte und sang er u. a. 1983 an der Opéra comique in Paris die Partie des Ménélas in Die schöne Helena in einer Inszenierung von Jérôme Savary. Dieser ersten Zusammenarbeit mit Savary folgten von 1984 bis 2000 vier weitere, darunter 1984 Die Schule der Frauen und Der Geizige (1999/2000) von Moliere. 1984 spielte er am Théâtre du Palais-Royal den George in La Cage aux folles in einer Inszenierung von Pierre Mondy.
Ab den 2000ern trat er mehrmals mit Soloprogrammen, für die er die Texte geschrieben bzw. ausgewählt und arrangiert hat, auf der Theaterbühne auf. Das erste Programm war Du côté de chez Proust (2005), es folgten Au soleil de Daudet, das auf dem Festival von Avignon 2006 seine Premiere feierte. À la recherche du temps Charlus hatte am 2. November an der Comédie-Française Premiere Regie führte jeweils Jean-Luc Tardieu (* 1945). Seine letzte Performance auf der Bühne hatte er 2014 im Alter von 87 Jahren mit Si Guitry m’était conté, die am 2. November 2014 im Studio Théâtre der Comédie-Française Premiere feierte und im Anschluss an mehrere Theatern in und außerhalb Paris auf Tour ging.
Jacques Sereys verstarb in Paris am Abend des 31. Dezember 2022 im Alter von 94 Jahren.

### Karriere beim Film
Seinen ersten Auftritt im Film hatte Sereys 1956 in dem Kurzfilm Molière als Maître à danser an der Seite von Jean Paul Belmondo. In seiner langen Filmkarriere hat er in rund 70 Kino- und Fernsehfilmen sowie in einer Reihe französischer Fernsehserien mitgewirkt.

## Filmografie (Auswahl)
- 1956: Molière, Kurzfilm von Norbert Tildian
- 1962: Les Démons de minuit, Regie: Marc Allégret und Charles Gérard
- 1963: Das Irrlicht (Le Feu follet|), Regie: Louis Malle
- 1968: La Chamade – Herzklopfen (La Chamade), Regie: Alain Cavalier
- 1969: Une saison en enfer, Regie: Nelo Risi
- 1971: Herzflimmern (Le Souffle au cœur), Regie: Louis Malle
- 1976: Le Gang, Regie: Jacques Deray
- 1977: L’État sauvage, Regie: Francis Girod
- 1978: Eine einfache Geschichte (Une histoire simple), Regie: Claude Sautet
- 1979: I wie Ikarus (I… comme Icare), Regie: Henri Verneuil
- 1983: Le bon plaisir – Eine politische Liebesaffäre (Le Bon Plaisir), Regie: Francis Girod
- 1984: L’Addition, Regie: Denis Amar
- 1986: La Galette du roi, Regie: Jean-Michel Ribes
- 1988: La Petite Amie, Regie: Luc Béraud
- 1989: Le Bal du Gouverneur, Regie: Marie-France Pisier
- 1990: Lacenaire, Regie: Francis Girod
- 1991: Operation Corned Beef, Regie: Jean-Marie Poiré
- 1995: Der Husar auf dem Dach (Le hussard sur le toit), Regie Jean-Paul Rappeneau
- 1997: Comme des rois, Regie: François Velle
- 1997: Duell der Degen (Le Bossu), Regie: Philippe de Broca
- 2003: Chouchou, Regie: Merzak Allouache
- 2007: L’Heure zéro, Regie: Pascal Thomas
- 2007: Disco, Regie: Fabien Onteniente

## Auszeichnungen
(Quelle: Le Figaro)
- Sociétaire honoraire der Comédie-Française
- Ritter der Ehrenlegion
- Ordre des Arts et des Lettres – Komtur
- Ordre national du Mérite – Komtur
- 1962: Molière für den besten Schauspieler in Du côté de chez Proust

## Schriften
- Regard secret sur la comédie française. Actes Sud, 2001. ISBN 2-7427-1180-5